# Tablasdrongo
De tablasdrongo  (Dicrurus menagei) is een zangvogel uit de familie Dicruridae (drongo's). Deze drongo werd eerder beschouwd  als een ondersoort van de haarkuifdrongo (D. hottentottus menagei) . Uit onderzoek gepubliceerd in 2006 blijkt dat dit taxon als een endemische soort op de Filipijnen kan worden beschouwd.

## Kenmerken
De vogel is 36 cm lang en lijkt sterk op de haarkuifdrongo. Verschillen zijn onder andere de sterker omhoog gekrulde gevorkte staart, op veel plaatsen is de tablasdrongo dofzwart waar de haarkuifdrongo glanzend zwart is en de relatief korte vleugels.

## Verspreiding en leefgebied
De tablasdrongo komt voor op het Filipijnse eiland Tablas dat ligt tussen de eilanden Mindoro en Panay. De tablasdrongo komt voor in een klein stuk onbeschermd regenwoud.

## Status
Eerst dacht men dat de vogel was uitgestorven, maar in 2010 en 2011 werden ze weer gezien. De grootte van de populatie is in 2023 geschat op 400-1000 volwassen vogels. Gezien dit kleine aantal en de onbeschermde status van het overgebleven leefgebied staat de tablasdrongo als bedreigd op de Rode Lijst van de IUCN.